# 므이
"므이"(국어자: Mười)는 2007년에 개봉된 대한민국과 베트남의 영화이다.

## 캐스팅
- 아인트: 므이 역
- 빈민: 응우옌 역
- 홍아인: 영주의 딸 역
- 조안 : 윤희 역
- 차예련 : 서연 역
- 홍소희 : 비엣 / 은정 역
- 이준 : 지훈 역
- 임성언 : 성은 역
- 김용태 : 요시모토 역
- 고동업 : 김 교수 역

## 같이 보기
- 원령